# Emil Redlich
Emil Redlich (ur. 18 stycznia 1866 w Brnie, zm. 7 czerwca 1930 w Wiedniu) – austriacki lekarz neurolog i neuroanatom. 

## Życiorys
Pochodził z ubogiej żydowskiej rodziny; jego bratem był geolog Karl August Redlich (1869-1942). Studiował medycynę na Uniwersytecie Wiedeńskim w latach 1883-1888, tytuł doktora medycyny otrzymał w 1889. Następnie pracował w Instytucie Neurologicznym w Wiedniu pod kierunkiem Heinricha Obersteinera. W 1894 roku został Privatdozentem i otrzymał stypendium Oppolzera. Od 1895 pracował jako asystent w klinice neurologicznej Juliusa Wagnera-Jauregga. Od 1898 kierował zakładem dla chorych nerwowo i psychicznie Inzersdorf. W 1900 został profesorem tytularnym, a od 1901 profesor nadzwyczajny psychiatrii i neurologii na Uniwersytecie Wiedeńskim. W 1914 roku mianowany dyrektorem zakładu dla chorych nerwowo Maria-Theresia-Schlössel. Od 1922 profesor zwyczajny. Jego uczniami byli Hans Zweig, Paul Loewy i Erwin Wexberg.
Żonaty z Amalie Zuckerkandl (1868–1941). Zmarł w 1930 roku, wspomnienia pośmiertne poświęcili mu Wagner-Jauregg, Pilcz Stransky i Economo.

## Dorobek naukowy
Był autorem około 140 prac naukowych. Jako jeden z pierwszych (w latach 80. XIX wieku) sugerował związek paraliżu postępowego i kiły. Zajmował się zagadnieniami padaczki, stwardnienia rozsianego, zapaleń mózgu, zwyrodnienia tylnosznurowego, narkolepsji, nerwic, histerii. W 1898 roku opisał blaszki amyloidowe (które określał jako ogniska prosówkowe, niem. Miliare Herdchen). Nazwisko Redlicha jest upamiętnione w nazwie epidemicznego rozsianego zapalenia mózgu i rdzenia (encephalomyelitis epidemica disseminata), nazywanego niekiedy zespołem Redlicha lub chorobą Flataua-Redlicha. Strefa przejścia między tkanką glejową a osłonką Schwanna nerwu nazywana jest strefą Obersteinera-Redlicha.

## Wybrane prace
- Zur pathologischen Anatomie der Syringomyelie und Hydromyelie. Zeitschrift für Heilkunde 12, ss. 553-574, 1891
- Ueber eine eigenthümliche, durch Gefässdegenerationen hervorgerufene Erkrankung der Rückenmarkshinterstränge. Zeitschrift für Heilkunde 12, ss. 247-268, 1891
- Die hinteren Wurzeln des Rückenmarkes und die pathologische Anatomie der Tabes dorsalis. Arb. a. d. Inst. f. Anat. u. Physiol. d. Centralnervensyst. an d. Wien. Univ., ss. 1-52, 1892
- Zur Kenntniss der Rückenmarksveränderungen nach Amputationen. Centralbl. f. Nervenh. u. Psychiat. 4, ss. 1-5, 1893
- Ueber einen Fall von infantiler, erworbener Kleinhirnatrophie. Aerztl. Centr.-Anz. 6, s. 559, 1894
- Ueber die sogenannte subcorticale Alexie. Jahrbücher für Psychiatrie 13, ss. 243-302, 1894/95
- Zur Casuistik der Kleinhirnerkrankungen. Wien. med. Wchnschr. 45, ss. 817-821, 1895
- Die Pathologie der tabischen Hinterstrangserkrankungen. Jena, 1897.
- Die spastische Spinalparalyse und die hereditäre spastische Spinalparalyse.
- Über multiple Sklerose.
- Neuere Untersuchungsbehelfe in der Diagnostik der Hirnkrankheiten. Deutsche Klinik, 6, 1, 1906
- Redlich, Obersteiner. Die Krankheiten des Rückenmarks. W: Ebstein, Schwalbe (Hrsg.) Handbuch der praktischen Medizin, in Verbindung mit Zahlreichen Gelehrten. Stuttgart, 1906.
- Die Psychosen bei Gehirnerkrankungen. W: Handbuch der Psychiatrie. Leipzig-Wien, 1912.
- Hirntumor. W: Handbuch der Neurologie, Band III. Berlin, 1912.
- Zur Narkolepsiefrage[10].  1915
- Epilepsie. W: Handbuch der Neurologie, Suppl. Band. Berlin, 1920.